# فيليب غيلبرت هاميرتون
فيليب غيلبرت هاميرتون (بالإنجليزية: Philip Gilbert Hamerton)‏ (10 سبتمبر 1834 في المملكة المتحدة - 4 نوفمبر 1894، بولوني سور مير في فرنسا)؛ شاعر، رسام، كاتب، فنان وروائي بريطاني.